# 海口南站
海口南站是位于中国海南省的一座铁路车站，跨越海口市和澄迈县的分界线，为海南西环铁路的货运车站。目前由广州铁路（集团）公司所属的海南铁路有限公司海口车务段管辖。车站办理除焦炭，煤外的整车及零散货物发到，同时提供集装箱车辆发到。